# GPR20
GPR20, G protein-spregnuti receptor 20, je protein koji je kod čoveka kodiran GPR20 genom.

## Literatura
1. ↑  Hase M, Yokomizo T, Shimizu T, Nakamura M (2008). „Characterization of an orphan G protein-coupled receptor, GPR20, that constitutively activates Gi proteins”. J Biol Chem. 283 (19): 12747—55. PMID 18347022. doi:10.1074/jbc.M709487200.
2. ↑  „Entrez Gene: GPR20 G protein-coupled receptor 20”.

## Dodatna literatura
- O'Dowd BF; Nguyen T; Jung BP;  . (1997). „Cloning and chromosomal mapping of four putative novel human G-protein-coupled receptor genes.”. Gene. 187 (1): 75—81. PMID 9073069. doi:10.1016/S0378-1119(96)00722-6.
- Strausberg RL; Feingold EA; Grouse LH;  . (2003). „Generation and initial analysis of more than 15,000 full-length human and mouse cDNA sequences.”. Proc. Natl. Acad. Sci. U.S.A. 99 (26): 16899—903. PMC 139241 . PMID 12477932. doi:10.1073/pnas.242603899.